# Kye Systems
Die Firma Kye Systems Corp ist ein taiwanisches Unternehmen, das elektronische Multimedia-Geräte und Computer-Peripheriegeräte entwickelt, herstellt und vertreibt.

## Firma
Die Firma Kye Systems Corp wurde 1983 von Albert Chen gegründet. Der Hauptsitz befindet sich in Taipeh in Taiwan. Außerdem werden Niederlassungen seit 1986 in den Vereinigten Staaten, seit 1992 in Großbritannien und Deutschland, seit 1995 in Hongkong und der Volksrepublik China unterhalten, in China werden vier Produktionsstandorte in Guangdong betrieben (1987 und 1991 in San Chung, 1995 in Dongguan).
Zertifiziert wurde die Firma
- 1992 nach ISO-9002,
- 1994 nach ISO-9001,
- 1996 nach ISO-14001,
- 2002 nach TL-9000

Die 1992 gegründete deutsche Niederlassung in Langenfeld bei Düsseldorf firmierte als Kye Systems Europe GmbH und war seit 1994 die europäische Vertriebs- und Logistikzentrale.
1990 wird Mouse Systems Inc. in den USA übernommen, seit 1997 ist die Kye Systems Corp. an der Börse in Taiwan unter dem Stockcode 2365 notiert.

## Produkte
Zum Produktspektrum gehören Computermäuse, Tastaturen, Grafiktabletts, PC-Steckkarten für Ton-, Funk- und Bildverarbeitung, Headsets, Lautsprecher, Scanner, Webcams, Digitalkameras, Steuergeräte für Computerspiele (Joysticks, Gamepads, Lenkräder, PSP-Zubehör), Fernsteuerungen, MP3-Player und andere Geräte. Verstärkt wird noch die Entwicklung von drahtlosen Peripheriegeräten für Mobiltelefone (Bluetooth).
Seit 1985 werden die Produkte der Firma unter dem Markennamen Genius vertrieben und 1989 wurde die Firma mit der Genius Mouse in Europa Marktführer. Seit 1990 ist die Marke Mouse Systems dazugekommen.